# Чумак Юлія Олегівна
Ю́лія Оле́гівна Чума́к (* 1996) — українська плавчиня, заслужений майстер спорту, світова рекордсменка. Чемпіонка Європи; віце-чемпіонка світу.

## З життєпису
Срібна призерка Чемпіонату Європи з підводного швидкісного плавання-2014 (Ліньяно-Сабб'ядоро).
На Чемпіонаті світу з підводного швидкісного плавання-2015 (Яньтай) здобула срібну нагороду.
Бронзова призерка Чемпіонату світу з підводного швидкісного плавання-2016 (Волос).
На Чемпіонаті світу з підводного швидкісного плавання-2018 (Пхукет) посіла другу сходинку у жіночому рейтингу за підсумками всіх етапів Кубка світу.
2019 року на Чемпіонаті України з плавання в ластах (марафонська дистанція) серед жінок посіла друге місце